# 上町史織
上町 史織（かみまち しおり、1981年1月21日 - ）は、岩手県盛岡市出身のハンドボール選手。
ノルウェー2部のヨーヴィック・ハンドボールクラブ所属。

## 経歴
盛岡市立上田中学校時代にJOCカップの県選抜に選出されたことで、県内の強豪校・岩手県立盛岡第二高等学校から誘いを受け進学。
高校卒業後は国士舘大学へ進学。1999年に第12回世界女子ジュニア選手権大会の日本代表U-20に選出された。
2000年は第4回女子世界学生ハンドボール選手権大会の日本代表U-24に選ばれた。
2002年は第5回女子世界学生ハンドボール選手権大会の日本代表U-24に選出。同年の第24回東日本学生選手権大会では優秀選手に選ばれた。
2003年2月に日本ハンドボールリーグの北國銀行へ加入。同年7月の第44回全日本実業団ハンドボール選手権大会では新人賞を獲得した。12月には第16回世界選手権の日本代表に選出。2003-04年シーズンはチーム2位（リーグ13位タイ）の51得点を挙げた。
2006年はJAPAN CUP 2006の日本リーグ選抜に選ばれた。
2007年は第48回実業団選手権でベストセブンに選出。2007-08年シーズンはリーグ2位の130得点（フィールド得点・7mスロー得点もそれぞれリーグ2位）を記録し、初のベストセブン賞を受賞。
2008年3月に中国国際ハンドボール大会の日本代表に選出。5年ぶりの選出となった。大会終了直後に行われた北京オリンピック世界最終予選の日本代表にも招集された。同年の第49回実業団選手権では2年連続となるベストセブンに選ばれた。11月には第12回女子アジア選手権の日本代表に選出。
2008-09年シーズンはリーグ1位の得点（134得点）、同1位の7mスロー得点（49得点）を記録。最優秀選手賞とベストセブン賞を受賞した。オムロンとのプレーオフ決勝では両チーム最多の11得点を挙げ、殊勲選手賞を受賞。
2009年は第50回実業団選手権でベストセブンに3年連続で選出。12月には第19回世界選手権の日本代表に選ばれた。2009-10年シーズンは2年連続で得点王（135得点）・7mスロー得点賞（44得点）のタイトルを獲得し、前年に引き続き最優秀選手賞・ベストセブン賞を受賞した。
2010年はジャパンカップや第15回ヒロシマ国際ハンドボール大会の日本代表に選出。同年の第51回実業団選手権では4年連続のベストセブンに選ばれた。2010-11年シーズンはリーグ5位の78得点を挙げ、3年連続の最優秀選手賞、4年連続5回目となるベストセブン賞を受賞した。
2011年は日韓定期戦の日本代表に選出。7月には第16回ヒロシマ国際ハンドボール大会の日本代表に選ばれ、最優秀選手賞を受賞した。10月にはロンドン五輪・アジア予選の日本代表に選出。12月には第20回世界選手権の日本代表に選ばれた。2011-12年シーズンは得点王（121得点）・フィールド得点賞（88得点）のタイトルを獲得。5年連続でベストセブン賞を受賞した。
2012年はロンドン五輪・世界最終予選の日本代表に選出。同年の第2回社会人選手権では2年ぶりとなるベストセブンに選ばれた。12月には第14回女子アジア選手権の日本代表に招集された。2012-13年シーズンはリーグ3位の93得点を記録。7mスローはリーグ1位の38得点を記録。6年連続でベストセブン賞を受賞した。
2013年は日韓定期戦・第18回ヒロシマ国際ハンドボール大会の日本代表に選出。12月には第21回世界選手権の日本代表に選ばれた。
2014年1月にノルウェーリーグ2部に所属するヨーヴィック・ハンドボールクラブへ移籍。

## 詳細情報

### 年度別成績
| 年      | チーム   | 試合 | フィールド 得点 | 率   | 7m    | 合計    | 警告 | 退場 | 失格 |
| ------- | -------- | ---- | --------------- | ---- | ----- | ------- | ---- | ---- | ---- |
| 2007-08 | 北國銀行 | 13   | 80/133          | .602 | 50/59 | 130/192 | 11   | 11   | 0    |
| 2008-09 | 北國銀行 | 15   | 85/147          | .578 | 49/63 | 134/210 | 14   | 11   | 0    |
| 2009-10 | 北國銀行 | 15   | 91/156          | .583 | 44/55 | 135/211 | 12   | 7    | 0    |
| 2010-11 | 北國銀行 | 11   | 51/108          | .472 | 27/36 | 78/144  | 6    | 6    | 0    |
| 2011-12 | 北國銀行 | 15   | 88/166          | .530 | 33/48 | 121/214 | 4    | 9    | 0    |
| 2012-13 | 北國銀行 | 15   | 55/115          | .478 | 38/57 | 93/172  | 8    | 3    | 0    |
| 2013-14 | 北國銀行 | 10   | 20/32           | .625 | 1/1   | 21/33   | 2    | 1    | 0    |

- 各年度の太字はリーグ最高
- 2006-07年シーズン以前の成績はランニングスコアが公開されていないため省略

### 通算成績
| リーグ    | フィールド 得点 | 率   | 7m      | 合計     |
| --------- | --------------- | ---- | ------- | -------- |
| JHL：12年 | 622/1297        | .480 | 269/358 | 891/1655 |

### タイトル・表彰

#### 日本ハンドボールリーグ
- 最優秀選手賞：3回 (2008年・2009年・2010年)
- 殊勲選手賞：1回 (2008年)
- ベストセブン賞：6回 (2007年・2008年・2009年・2010年・2011年・2012年)
- 得点王：3回 (2008年・2009年・2011年)
- フィールド得点賞：1回 (2011年)
- 7mスロー得点賞：2回 (2008年・2009年)

#### 社会人選手権
※前身の実業団選手権を含む
- 最優秀新人賞 (2003年)
- ベストセブン：5回 (2007年・2008年・2009年・2010年・2012年)

### 記録
- 通算200得点：2007年10月28日、対オムロン戦（小松総合体育館）[45]
- 通算300得点：2008年2月3日、対HC名古屋戦（小松総合体育館）[45]
- 通算400得点：2009年1月24日、対HC名古屋戦（金沢市総合体育館）[46]
- 通算500得点：2009年10月18日、対ソニーセミコンダクタ九州戦（小松総合体育館）[47]
- 通算600得点：2010年9月12日、対ソニーセミコンダクタ九州戦（三好公園総合体育館）[48]
- 通算700得点：2012年1月14日、対オムロン戦（山鹿市総合体育館）[49]
- 通算800得点：2012年9月22日、対三重バイオレットアイリス戦（鈴鹿市立体育館）[50]

### 背番号
- 19 (2003年)
- 4 (2003年 - 2013年)

## 代表歴
- オリンピック予選 (北京五輪世界最終予選・ロンドン五輪アジア予選/世界最終予選)
- 世界選手権 (2003年・2009年・2011年・2013年)
- アジア選手権 (2008年・2012年)
- 中国国際ハンドボール大会 (2008年)
- ジャパンカップ (2010年)
- ヒロシマ国際大会 (2010年・2011年・2013年)
- 日韓定期戦 (2011年・2013年)